# Swan Hunter (Big Big Train)

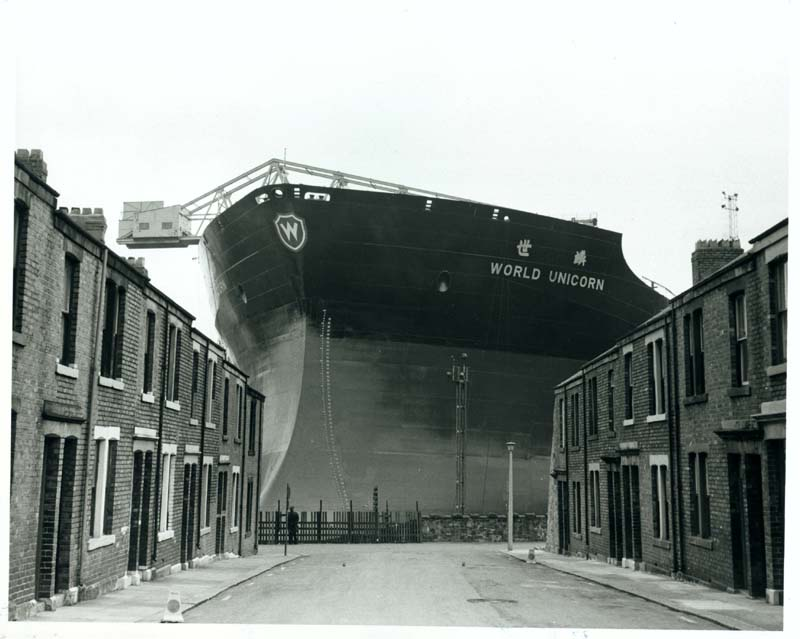
De World Unicorn op scheepswerf Swan Hunter, 1973

Swan Hunter is een ep van Big Big Train. Het werd uitgebracht ter ondersteuning van het livealbum Merchants of light.
Swan Hunter is een lied dat origineel afkomstig is van het BBT-album English Electric Part Two. Longdon en Spawton schreven een lied over de teloorgang van de scheepswerf Swan Hunter, een voormalige scheepswerf in Wallsend, Tyne and Wear, Noord-Engeland. Swan Hunter, vernoemd naar twee voormalige eigenaren Swan en Hunter stond volgens BBT altijd garant voor banen in de scheepsindustrie in dat gedeelte van Engeland. Hele families vonden er onderdak ("from father to son") in de scheepsbouw. Bovendien keken de bewoners van Wallsend vanuit het arbeiderswoninkjes (vaak van de fabriek) uit op de in bouw zijnde schepen ("Gleaming vessels filling up the sky") en hoorden ook de werkzaamheden die aan de schepen werden verricht. De schepen kwamen bijna tot aan hun voordeur. Aan alle zekerheid kwam een eind ("Tell me what to do, When what you did is gone?") met alle sociale onzekerheid van dien ("How do you Carry on?" en "Tears in the Tyne").
Op de ep zijn drie versies van het lied te horen, eentje daarvan is geschikt (gemaakt) voor promotie op de radio.
Seen better days (the brass band’s final piece) is een soortgelijk lied van Spawton alleen. Het gaat hierbij om de sluiting van werf, begeleid door het laatste optreden van de brassband van de scheepswerf.

## Musici
- Nick D'Virgilio – drumstel, zang
- Dave Gregory – gitaar
- Rachel Hall – viool, zang
- David Longdon – zang, dwarsfluit, banjo, vibrafoon
- Danny Manners – toetsinstrumenten, contrabas
- Rikard Sjöblom – gitaar, toetsinstrumenten
- Greg Spawton – basgitaar, baspedalen

met
- Dave Desmond (trombone), Ben Godfrey (trompet, kornet), Nick Stones (hoorn), John Storey (eufonium) en Jon Truscott (tuba)
- Tim Bowness - zang Seen better days
- Andy Poole - toetsinstrumenten, gitaar Swan Hunter (live) en Summer's lease

## Muziek
| Nr. | Titel                                                  | Duur |
| --- | ------------------------------------------------------ | ---- |
| 1.  | Swan Hunter (radioversie)                              | 4:26 |
| 2.  | Swan Hunter (remix 2018)                               | 6:39 |
| 3.  | Swan Hunter (live, Cadogan Hall, Londen, oktober 2017) | 6:51 |
| 4.  | Seen better days                                       | 4:42 |
| 5.  | Summer’s lease (live studio-opname april 2017)         | 4:58 |